# Сучков Олексій В'ячеславович
Олексій В'ячеславович Сучков (біл. Аляксей Вячаслаўвавіч Сучкоў; рос. Алексей Вячеславович Сучков, нар. 10 червня 1981, Ліда) — білоруський футболіст, півзахисник клубу «Нафтан».
Насамперед відомий виступами за «Карпати» (Львів), а також національну збірну Білорусі.

## Клубна кар'єра
Народився 10 червня 1981 року в місті Ліда. Вихованець футбольної школи клубу «Неман» (Гродно). Дорослу футбольну кар'єру розпочав 1999 року в основній команді того ж клубу.
Згодом, з 2000 по 2002 рік, по сезону грав у складі «Неман» (Мости), «Славія-Мозир» та «Неман» (Гродно).
Своєю грою за останню команду привернув увагу представників тренерського штабу львівських «Карпати», до складу яких приєднався в кінці 2002 року. Відіграв за «зелено-білих» наступні два сезони своєї ігрової кар'єри, потім недовго грав за «Шинник» і того ж 2004 року повернувся назад до «Карпат». Цього разу провів у складі команди чотири сезони.
2008 року відправився в «Харків», але після його вильоту з Першої ліги повернувся в Білорусь. Там зіграв за солігорський «Шахтар», в якому примудрився відзначитися зі знаком «мінус» — керівництво клубу відрахувало його з команди за пияцтво, хоча Сучков заперечував це. Також він зіграв за рідний «Немана» (Гродно), а через рік поїхав до Казахстан виступати за карагандинських «гірників». В кінці 2010 року розірвав контракт за обопільною згодою та незабаром повернувся в «Неман».
У січні 2013 року перейшов у «Торпедо-БелАЗ». Спочатку стабільно виступав в основі на позиції лівого півзахисника, а з серпня 2013 року став зазвичай лише виходити на заміну.
У січні 2014 року підписав контракт з «Нафтаном». У складі новополоцького клубу став основним лівим півзахисником. У лютому 2015 року продовжив на рік контракт з «Нафтаном». Наразі встиг відіграти за команду 38 матчів в національному чемпіонаті і забити 7 голів.

## Виступи за збірні
Протягом 2002–2004 років залучався до складу молодіжної збірної Білорусі. На молодіжному рівні зіграв у 15 офіційних матчах.
8 вересня 2004 року дебютував в офіційних іграх у складі національної збірної Білорусі в матчі-кваліфікації на ЧС-2006 проти збірної Норвегії. Сучков вийшов на заміну на 90 хвилині, а збірні зіграли в нічию 1-1.
В майбутньому виходив лише у товариських матчах, провівши у формі головної команди країни за три роки всього сім матчів, після чого взагалі перестав викликатись до лав збірної.